# Piotr Rusiecki
Piotr Rusiecki herbu Poraj (ur. II poł. XVI w., zm. 1610)  – poeta nowołaciński, scholastyk kapituły katedralnej poznańskiej w latach 1596–1611, bibliofil, kolekcjoner ksiąg.

## Życiorys
Był synem szlachcica Macieja, którego ród wywodził się z Izdebna. Piotr Rusiecki posiadał plebanię w Krobi, od 1586 był scholastykiem, od 1587 kanonikiem poznańskim. W 1587 przebywał na studiach w Ingolstadt.
Przyjaźnił się z humanistą Hieronimem Powodowskim, dla którego w 1586 w Brevis et Methodica Instructio... napisał Affabre ut quondam tabulis praeclarus Apelles. Pisał głównie panegiryki. Poezję Piotra Rusieckiego tłumaczył Dawid Jung.
Kasper Niesiecki wspomina Piotra Rusieckiego w herbarzu: (…) mąż i wielkiemi od natury przymiotami ozdobiony, kościołowi i Rzeczypospolitej dobrze się zasłużywszy, dopędził kresu życia swego, w roku 1610. w katedrze poznańskiej z nagrobkiem pogrzebiony.
Część zbiorów bibliotecznych po Piotrze Rusieckim, w tym księgi z XV wieku, przechowuje biblioteka Seminarium Duchownym w Poznaniu.
Deputat kapituły katedralnej poznańskiej na Trybunał Główny Koronny w 1602 roku.